# Biratori
Biratori (平取町, Biratori-chō) és una vila i municipi de la subprefectura de Hidaka a Hokkaido, Japó. Biratori també forma part del districte de Saru. Com a curiositat, cal assenyalar que Biratori és el municipi de Hokkaido amb més quantitat de població d'ascendència ainu, els quals viuen al llogaret de Nibutani. El nom del municipi en llengua ainu és Pira-Utur (ピラ・ウトゥル) i significa "entre els pujols rocosos".

## Geografia
El municipi de Biratori es troba a la subprefectura de Hidaka, al sud-est de Hokkaido. Dins de la subprefectura, Biratori es troba al nord d'aquesta. El terme municipal de Biratori limita amb els de Hidaka i Niikappu al sud, amb Hidaka, altra vegada, a l'est i amb Mukawa i Shimukappu, a les subprefectures d'Iburi i de Kamikawa respectivament. Juntament amb Hidaka, els dos municipis conformen el districte de Saru.

## Història
L'àrea on actualment es troba el municipi de Biratori forma part de la subprefectura de Hidaka des de 1897. Durant la construcció de la presa de Nibutani a la dècada de 1990 va haver-hi una certa oposició de la minoria ainu local, la qual entenia aquell lloc com a "sagrat" per al seu poble. Igualment, la presa va ser finalitzada el 1997 to i l'oposició legal. Més del 80% de la població del llogaret de Nibutani, dins de Biratori, és d'ascendència ainu; el que fa de Biratori el municipi amb més presència de persones amb origen ainu de tot Hokkaido.

## Demografia
| 1920  | 1930  | 1940   | 1950   | 1960   | 1970   | 1980  |
| ----- | ----- | ------ | ------ | ------ | ------ | ----- |
| 4.246 | 6.027 | 10.244 | 12.358 | 13.387 | 10.770 | 8.494 |
| 1990  | 2000  | 2010   | 2020   | 2030   | 2040   | 2050  |
| 7.352 | 6.503 | 5.597  | 4.815  | -      | -      | -     |

## Transport

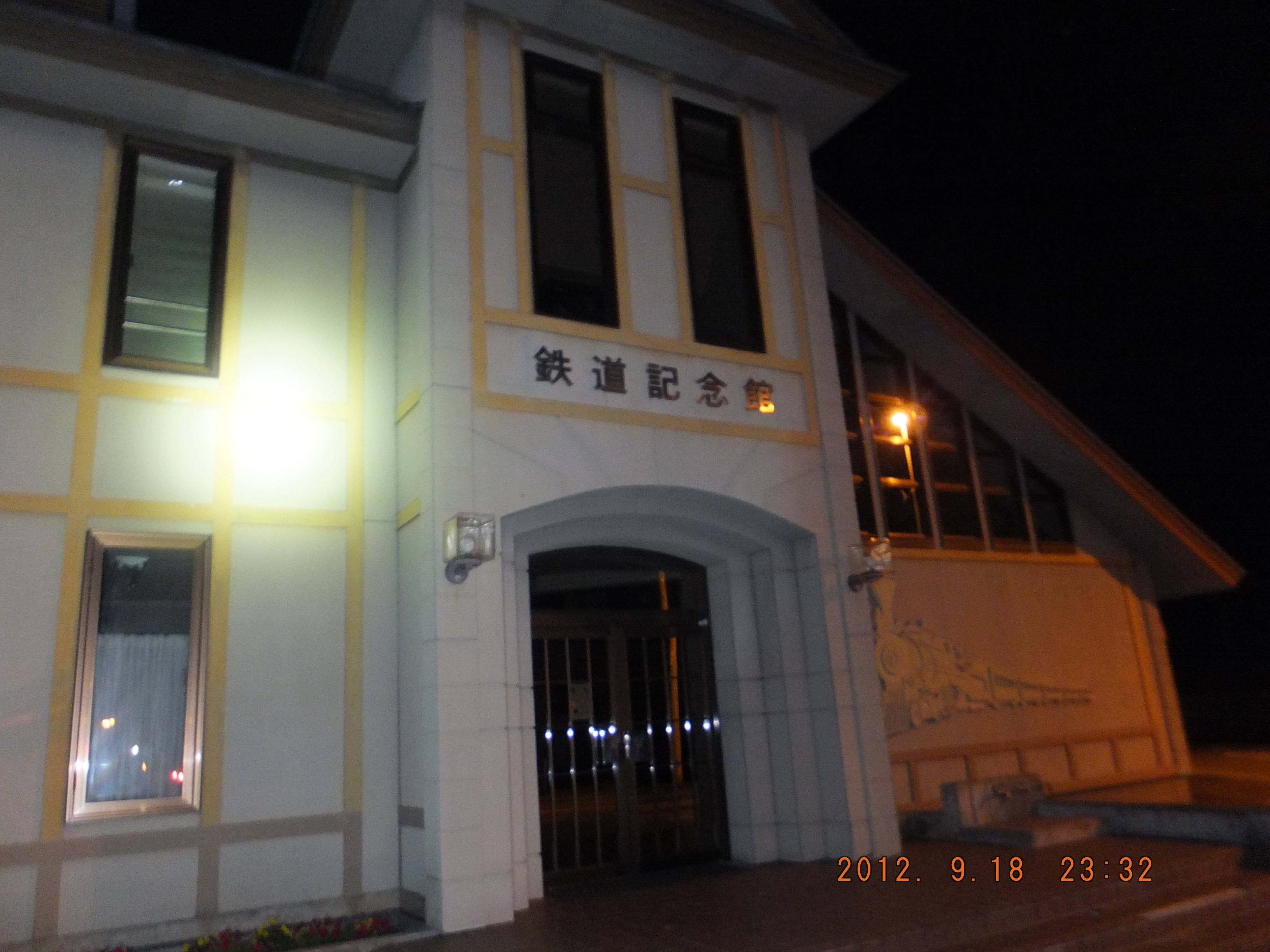
Antiga estació de Furenai

### Ferrocarril
Actualment, Biratori no compta amb cap estació de ferrocarrils, però des de 1958 a 1986 va haver-hi l'estació de Furenai, pertanyent als Ferrocarrils Nacionals Japonesos (JNR) i des de 1922 a 1951 al Ferrocarril de Saru. Actualment, l'antic edifici de l'estació és ara un museu memorial del ferrocarril.

### Carretera
- Nacional 237
- Xarxa de carreteres prefecturals de Hokkaido: 59, 71, 80, 131, 638, 797, 845, 1026.

## Agermanaments
- Minami-Awaji, prefectura de Hyogo, Japó. (1994)

Relació d'amistat originalment iniciada amb la vila de Mihara, posteriorment absorbida per Minami-Awaji.